# Cimitero di Saint-Louis de Paris
Il cimitero di Saint-Louis de Paris (cimetière di Saint-Louis de Paris, cimitero di San Luigi di Parigi) è un vecchio cimitero, di confessione protestante, utilizzato per gli stranieri che soggiornarono a Parigi.

## Storia
Quando il cimitero de la porte Saint-Martin venne chiuso nel 1762, questo venne completamente sostituito, appunto, dallo stesso Cimitero di Saint-Louis de Paris; il Cimitero de la porte Saint-Martin era situato in una zona privata, in prossimità della rue de Montfaucon.
Su una superficie di 2146,435 m², il cimitero si trovava all'angolo di rue des Écluses Saint-Martin e Grange-aux-Belles estendendosi lungo i civici nº 47, 45, 43 e 41 della rue de la Grange-aux-Belles ed il nº 1 di rue des Écluses Saint-Martin. Si crede che venne utilizzato per inumare i morti di varie epidemie, come la peste, dal 1619 e 1702, provenienti dal vicino ospedale di St. Louis.
I due edifici erano separati da un muro; l'entrata era costituita da un cortile pavimentato, comprendente la casa del custode, figlio o nipote di Pierre Corroy. Dalla parte, opposta all'entrata, vi erano presenti degli alberi da frutto.
Una legge emanata nel settembre 1792 compromise l'esistenza del cimitero medesimo, il quale venne chiuso. Alla famiglia Corroy vennero donate 400 sterline nel 1794, per poi venderlo in definitiva per 15 100 sterline nel 1796, violando la legge del maggio 1791, la quale prevedeva che i cimiteri abbandonati non potessero essere venduti per i primi dieci anni dopo la chiusura.